# Porphyrio
Porphyrio – rodzaj ptaków z rodziny chruścieli (Rallidae).

## Zasięg występowania
Rodzaj obejmuje gatunki występujące w Afryce, Eurazji, Ameryce i Australazji.

## Morfologia
Długość ciała 22–63 cm, rozpiętość skrzydeł 48–100 cm; masa ciała samców 92–3250 g, samic 92–2600 g.

## Systematyka

### Etymologia
- Porphyrio: łac. porphyrio, porphyrionis „modrzyk”, od gr. πορφυριον porphurion „modrzyk”, od πορφυρα porphura „purpurowy”[13].
- Notornis: gr. νοτος notos „południe”; ορνις ornis, ορνιθος ornithos „ptak”[14]. Gatunek typowy: Notornis mantelli Owen, 1848.
- Caesarornis: łac. Caesar „Cezar” tytuł rzymskich władców, których oznaką była fioletowa szata; gr. ορνις ornis, ορνιθος ornithos „ptak”[15]. Gatunek typowy: Gallinula poliocephala Latham, 1801[a].
- Glaucestes: gr. γλαυκος glaukos „niebieskoszary, modry”; εσθης esthēs „ubrany”, od εστη estē „szata”[16]. Gatunek typowy: Fulica flavirostris J.F. Gmelin, 1789.
- Ionornis: gr. ιον ion „fioletowy” (por. ιωνις iōnis, ιωνιδος iōnidos „nieznany ptak wodny”); ορνις ornis, ορνιθος ornithos „ptak”[17]. Gatunek typowy: Fulica martinicensis Jacquin, 1784 (= Fulica martinica Linnaeus, 1766).
- Porphyrula, Porphyriola: rodzaj Porphyrio Brisson, 1760; łac. przyrostek zdrabniający -ula, -ola[18]. Gatunek typowy: Porphyrio alleni T.R.H. Thomson, 1842.
- Cyanornis: gr. κυανος kuanos „ciemnoniebieski”; ορνις ornis, ορνιθος ornithos „ptak”[19]. Gatunek typowy: Cyanornis erythorhyncha Bonaparte, 1855 (= Apterornis caerulescens de Sélys-Longchamps, 1848).
- Hydrornia: gr. ὑδρο- hudro- „wodny”, od ὑδωρ hudōr, ὑδατος hudatos „woda”; ορνις ornis, ορνιθος ornithos „ptak”; ιον ion „fioletowy”[20]. Gatunek typowy: Fulica porphyrio Linnaeus, 1758.
- Jonocicca: gr. ιον ion „fioletowy”; κικκα kikka „kurczak, kura”[21]. Gatunek typowy: Porphyrio alleni T.R.H. Thomson, 1842.
- Mantellornis: Walter Baldock Durant Mantell (1820–1895), brytyjski geolog-amator i przyrodnik, który osiadł w Nowej Zelandii; gr. ορνις ornis, ορνιθος ornithos „ptak”[22]. Gatunek typowy: Notornis hochstetteri A.B. Meyer, 1883.
- Kentrophorina: gr. κεντρον kentron „ostroga”; -φορος -phoros „noszący”, od φερω pherō „nosić”[23]. Gatunek typowy: Fulica alba Shaw, 1790.

### Podział systematyczny
Do rodzaju należą następujące gatunki:
- Porphyrio martinica (Linnaeus, 1766) – sułtanka amerykańska
- Porphyrio flavirostris (J.F. Gmelin, 1789) – sułtanka żółtodzioba
- Porphyrio alleni T.R.H. Thomson, 1842 – sułtanka afrykańska
- Porphyrio porphyrio (Linnaeus, 1758) – modrzyk zwyczajny
- Porphyrio hochstetteri (A.B. Meyer, 1883) – takahe południowy
- Porphyrio mantelli (Owen, 1848) – takahe północny – takson wymarły najprawdopodobniej w XIX wieku[25]
- Porphyrio albus (Shaw, 1790) – modrzyk mały – takson wymarły około 1834 roku[26]
- Porphyrio paepae Steadman, 1988 – modrzyk markizyjski – takson wymarły pod koniec lat trzydziestych XX wieku[27]
- Porphyrio kukwiedei Balouet & Olson, 1989 – modrzyk wielki – takson wymarły prawdopodobnie na początku XIX wieku[28]
- Porphyrio caerulescens (Selys-Longchamps, 1848) – modrzyk reunioński – takson wymarły około 1730 roku[29]